# Covariancia general
En el espacio-tiempo que caracteriza la teoría general de la relatividad solo podemos observar coincidencias espacio-temporales, que son independientes del sistema de referencia utilizado (sea este inercial o no inercial). Esta independencia de las leyes de la Naturaleza del sistema de referencia utilizado es lo que se conoce como covariancia general.
- Datos: Q16553449